# Secondary Program Loader
Pour les articles homonymes, voir SPL.
Un Secondary Program Loader (signifiant en anglais « Second programme de chargement ») ou SPL est, dans le domaine des systèmes embarqués, un micrologiciel (ou firmware), comme, typiquement Das U-Boot ou son évolution, Barebox, ayant pour tâche le chargement du noyau de système d'exploitation.
Il est donc exécuté :
- Après la Boot ROM (ou BROM), une puce (ou une partie du circuit, dans le cas d'un SoC) en lecture seule, chargée de la première étape du démarrage, ainsi que du chargement et du lancement de l’exécution du Secondary Program Loader
- Avant l’exécution du noyau, qui va se charger d'initialiser le système d'exploitation.

Certains SPL, comme U-Boot ou Barebox, acceptent la modification des paramètres de démarrage, grâce à une console texte interactive, accessible via le port série. Ils permettent également parfois de sélectionner la façon de charger le noyau, que ce soit un média local (mémoire flash NAND, carte mémoire (généralement Carte SD ou Compact Flash) ou bien chargement du noyau via le réseau en utilisant généralement TFTP.
Le noyau se chargera ensuite de charger le système d'exploitation, il pourra alors également utiliser les connexions USB, SATA, ou le réseau via par exemple NFS.